# Dick Barrymore
Pour l’article homonyme, voir Barrymore.
Dick Barrymore est un réalisateur américain né le 21 octobre 1933 à Los Angeles et mort le 1er août 2008. Il est le fils de William Barrymore.

## Filmographie
- 1961 : Ski West, Young Man
- 1966 : The Secret Race
- 1969 : Last of the Ski Bums
- 1970 : Once in a Lifetime
- 1972 : The Performers
- 1975 : White Horizons
- 1975 : Mountain High
- 1976 : Blazing Skis
- 1978 : Wild Skis
- 1979 : Vagabond Skiers